# Adam Jerzy Czartoryski

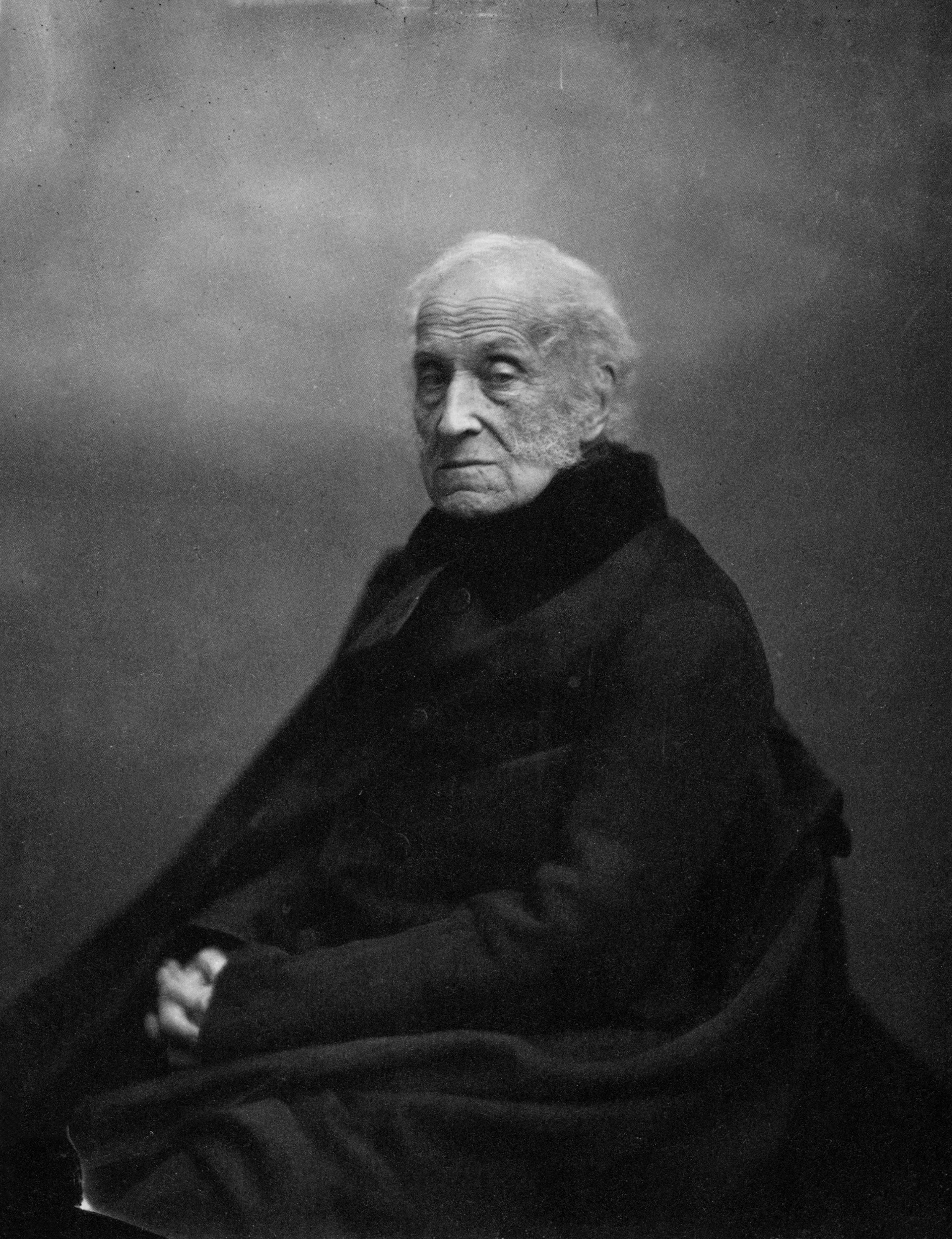
Adam Jerzy Czartoryski

Adam Jerzy vorst Czartoryski (Warschau, 14 februari 1770 - Montfermeil, 15 juli 1861) was een Poolse politicus, die na de Poolse Delingen streed voor een herstel van de Poolse staat.
Czartoryski, een telg uit het machtige Poolse geslacht Czartoryski, was de zoon van de staatsman en mecenas Adam Kazimierz Czartoryski (1734-1823) en diens echtgenote Izabela Fleming (1748-1835), en dus de oudere broer van officier Konstanty Adam Czartoryski (1773-1860). Na een opvoeding door vooral Franse specialisten, maakte hij in 1786 een reis naar Duitsland en in 1789 en 1793 naar Engeland.
In 1792 streed hij voor zijn land in de strijd tegen de Tweede Poolse Deling. Aan de opstand, die resulteerde in de Derde Deling (1795), nam hij geen deel, maar desondanks werd het familiebezit geconfisqueerd. Hij ging hierop met zijn broer Konstanty naar Sint-Petersburg, waar beiden officier werden. In Rusland leerde hij de latere tsaar Alexander I kennen en raakte Catharina de Grote zo onder de indruk van de twee prinsen dat ze hen een deel van hun goederen teruggaf.
Czartoryski onderhield nauwe banden met de tsaar, die hem in in 1798 benoemde tot ambassadeur in Sardinië. Kort na zijn troonsbestijging in 1801 riep Alexander I hem terug naar Rusland. Hij werd in 1802 onderminister en in 1804 minister van Buitenlandse Zaken, maar vanwege zijn vijandige houding jegens de Russisch-Pruisische alliantie en de, tegen zijn advies in, begonnen campagne tegen Napoleon in 1805 werd hij al in 1806 als minister ontslagen, al bleef hij curator van het onderwijsdistrict Wilna, dat het oosten van het oude Polen besloeg.
Czartoryski hoopte met Russische hulp een zelfstandige Poolse staat te herstellen onder een Russische grootvorst. Na de val van Napoleon behartigde hij, met toestemming van Alexander, op het Congres van Wenen (1814-1815) dan ook de Poolse belangen. Hij bereikte daar het hoogst haalbare, de creatie van het Congreskoninkrijk Polen met Alexander als koning. Hij trok zich in 1816 teleurgesteld terug uit de politiek, maar dook op uitnodiging van Franciszek Ksawery Drucki-Lubecki in de Novemberopstand van 1830/1831 weer op, hoewel hijzelf meer in een diplomatieke oplossing geloofde. 
Als hoofd van de Poolse rebellen moest hij in augustus 1831 in ballingschap gaan. Zijn Parijse ballingsoord werd het centrum van de Poolse politieke ballingen en hijzelf 'koning van Polen in ballingschap' (zijn vader had de Poolse koningstitel in 1763 geweigerd). Hij stierf in 1861. Bij zijn echtgenote, prinses Anna Zofia Sapieha (1799-1864), had hij drie kinderen, onder wie zijn 'opvolger' Władysław Czartoryski (1828-1894).
Prins Adam Jerzy Czartoryski (Engels: Adam George Czartoryski; 14 januari 1770 - 15 juli 1861)was een lid van het Tzartoryski-huis, afstammeling van de heersende familie van het Groothertogdom Litouwen, Poolse staatsman en auteur, zoon van prins Adam Kazimierz Czartoryski en Izabela Fleming (hoewel ook is gezegd dat het de vrucht was van zijn liefdesrelatie met de Russische ambassadeur van Polen Nikolai Repnín). In Rusland was hij minister van Buitenlandse Zaken bij tsaar van Alexander I van Rusland.
Eigenaardig genoeg is dus dat Prins Czartoryski heerser is geweest van twee verschillende staten: hij was de facto voorzitter van de Raad van Ministers van Rusland (1804-1806) en voorzitter van de Poolse nationale regering tijdens de Opstand van november (1830-1831).
- Bibsys: 97010686
- Bibliothèque nationale de France: cb123266323 (data)
- CiNii: DA05353926
- Gemeinsame Normdatei: 118523171
- International Standard Name Identifier: 0000 0001 0862 9194
- Library of Congress Control Number: n80115794
- Nationale Bibliotheek van Tsjechië: jo2002112977
- Nationale Bibliotheek van Israël: 987007276781605171
- Nationale Bibliotheek van Polen: a0000001178569
- Nationale en Universitaire bibliotheek Zagreb: 000056119
- Nederlandse Thesaurus van Auteursnamen: 070001189
- Réseau des bibliothèques de Suisse occidentale: 02-A003149117
- RKD-Nederlands Instituut voor Kunstgeschiedenis: 458378
- LIBRIS: 182955
- SNAC: w64r59ns
- Système universitaire de documentation: 032187084
- Virtual International Authority File: 2542338
- WorldCat: E39PBJt8pBFkbxVWWbtpWHwXBP